# Tout pour être heureux
Pour les articles homonymes, voir Tout pour être heureux (homonymie).

Tout pour être heureux est le 11e album de François Corbier, sorti en 2005 chez La Voix de 100 Mêtres. Les textes et les musiques sont signés François Corbier. La pochette de l'album a été réalisée par son fils. 

## Liste des morceaux
| No  | Titre                                         | Durée |
| --- | --------------------------------------------- | ----- |
| 1.  | Règles bleues                                 |       |
| 2.  | L'Apostat                                     |       |
| 3.  | L'Arrêt du 118                                |       |
| 4.  | Fichue journée                                |       |
| 5.  | La savane                                     |       |
| 6.  | Belette                                       |       |
| 7.  | Drosera                                       |       |
| 8.  | C'était le bon temps, en duo avec Nicole Rieu |       |
| 9.  | Verglas Blues                                 |       |
| 10. | La Fée                                        |       |
| 11. | Joli Monde                                    |       |
| 12. | Roméo                                         |       |
| 13. | Smoking blues                                 |       |
| 14. | Philosophie                                   |       |

## Composition du groupe pour l'enregistrement
- François Corbier, chant, guitare
- Patrick Balbin, guitare
- Eric Gombart, guitare
- Julien Salat, basse
- Sylvain Pendeloup, piano
- Pierrot ganem, alto
- Gégé Geoffroy, flûtes et charengo
- Pierre-Alexandre Foray, violoncelle
- Eric Duval, percussions
- Franck Silvestre dit Francky, accordéon